# Ostya (cukrászati termék)

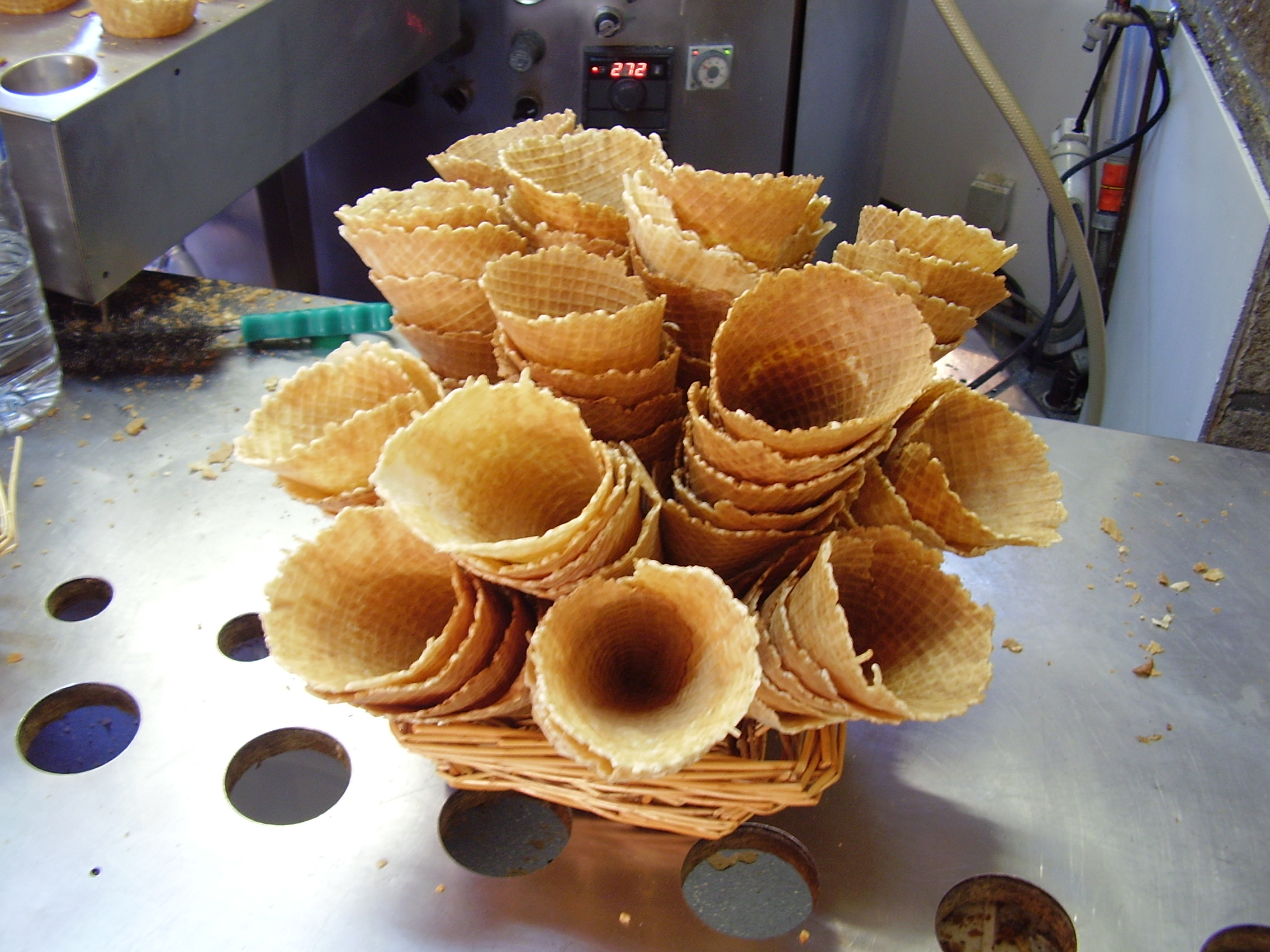
Tölcsér alakú ostyák

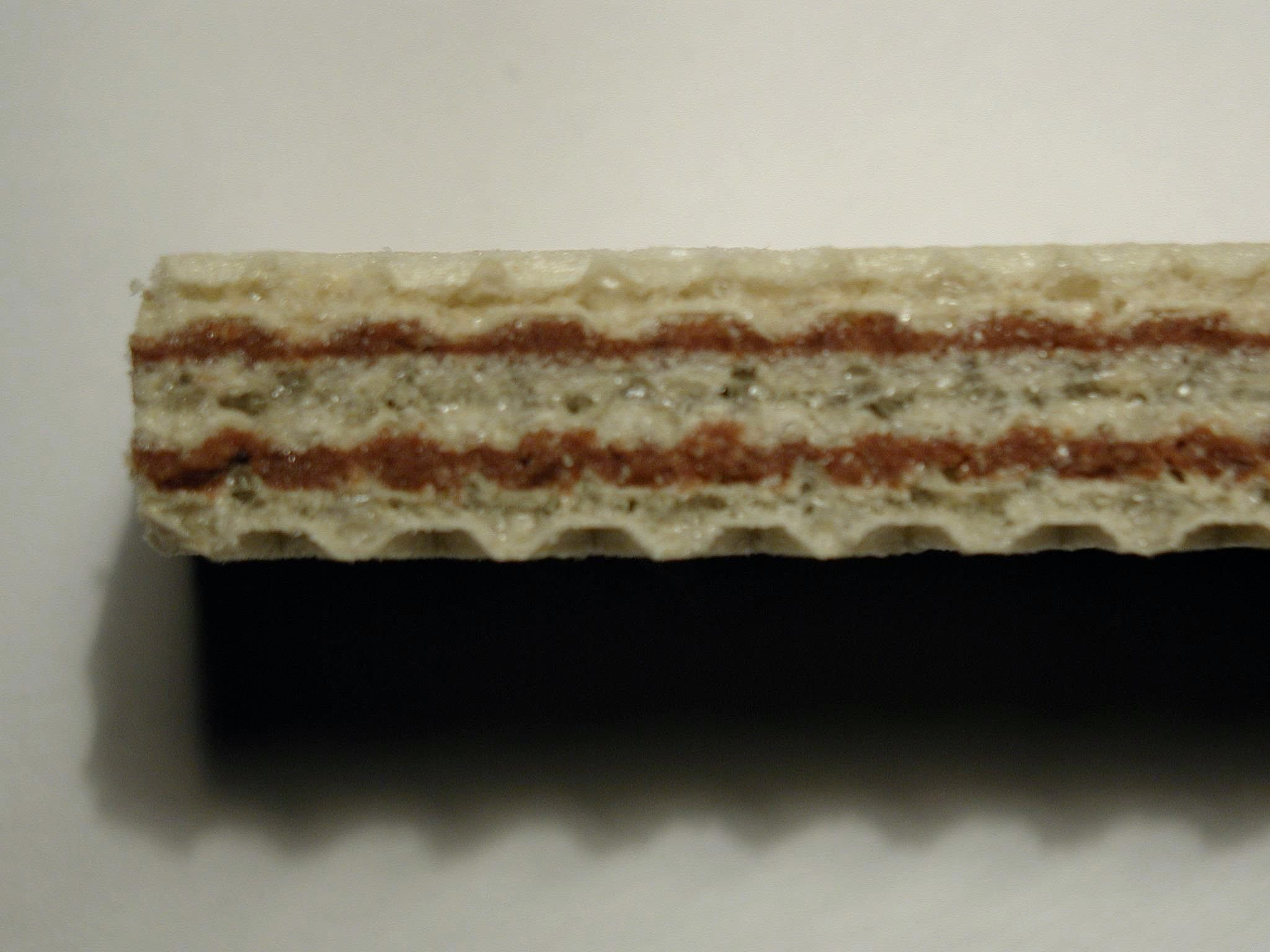
csokikrémmel töltött ostya

Az ostya a sütőcukrászat sajátos terméke, mivel a felhasznált tészta állaga folyékony.
A lisztbe kevés zsiradékot és ízesítőt, cukrot, tojást és sütőport kevernek. A tejjel vagy vízzel levesszerűen híg tésztát készítenek. Ezt a tésztát kell két hevített fémlap között megsütni. Alakjuk szerint meg lehet különböztetni ostyalapokat, -tölcséreket, -kagylókat és egyéb alakzatokat. Összetételét tekintve van dúsító anyagokkal, például sajttal készült ostya is, de létezik gluténmentes változat is.